# Tomasz Łosik

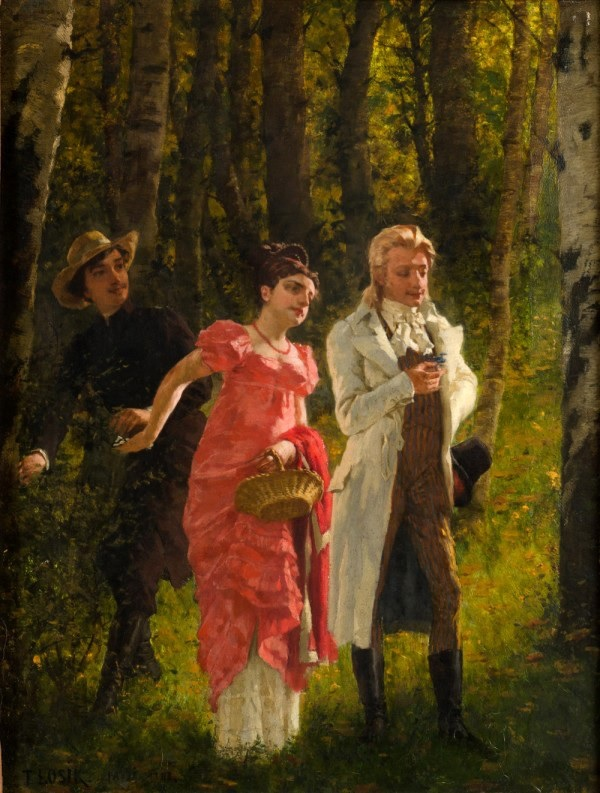
Przechadzka po lesie

Tomasz Sebastian Łosik (ur. 1 września 1848 w Bochni, zm. 7 stycznia 1896 tamże) – polski malarz, grafik, rzeźbiarz. 
Uczęszczał do szkoły realnej, a następnie do gimnazjum bocheńskiego. Po maturze 1864 studiował w latach 1865–1872 w Szkole Sztuk Pięknych w Krakowie u Władysława Łuszczkiewicza i Feliksa Szynalewskiego.
Od 1 listopada 1872 studiował na Akademii Sztuk Pięknych w Monachium (Malklasse), do roku 1875 u Sándora Wagnera, a w latach 1875–1877 u Wilhelma Lindenschmita młodszego. Po studiach pozostał w Monachium, gdzie uczestniczył w wystawach malarstwa i publikował ilustracje w prasie. Od roku 1878 zamieszkał w Paryżu. Odwiedził również Włochy. Wskutek pogarszającego się stanu zdrowia powrócił do Bochni, gdzie nadal zajmował się malarstwem o treści głównie historycznej i religijnej.
Wystawiał w krakowskim Towarzystwie Przyjaciół Sztuk Pięknych, w Towarzystwie Zachęty Sztuk Pięknych w Warszawie oraz w 1887 na Pierwszej wielkiej wystawie sztuki polskiej w Krakowie, w 1883 w Salonie Krywulta w Warszawie, w 1892 w Towarzystwie Przyjaciół Sztuk Pięknych we Lwowie.